# Плуг (Ніжинський район)
Плуг —  село в Україні, у Бобровицькій міській громаді Ніжинського району Чернігівської області. Населення становить 2 особи. Належить до Озерянського старостинського округу.

## Історія
12 червня 2020 року, відповідно до розпорядження Кабінету Міністрів України № 730-р «Про визначення адміністративних центрів та затвердження територій територіальних громад Чернігівської області», увійшло до складу Бобровицької міської громади.
19 липня 2020 року, в результаті адміністративно-територіальної реформи та ліквідації Бобровицького району, увійшло до складу Ніжинського району Чернігівської області.